# Sulfureto de tungsténio (IV)
O sulfureto de tungsténio (IV) é o composto químico com fórmula WS2. Ocorre naturalmente como o mineral raro tungstenite. É um componente de certos catalisadores usados para hidrodessulfurização e hidrodesnitrificação.
WS2 adopta a estrutura em camadas relacionada com MoS2, com átomos de W situados numa esfera de coordenação trigonal primástica.

## Síntese
WS2 é produzido por vários métodos incluindo os seguintes:
- Síntese hidrotermal;
- Reação de fase gasosa de H2S ou mistura H2S/Ar com tungsténio metálico;
- Decomposição térmica de tetratiotungstato de amóniko a ~1300 0C num fluxo de gás hidrogénio;
- Decomposição direta de vários precursores de tetratiotungstato de tetra-alquilamónio em atmosfera de azoto;
- Tratamento de uma solução de ácido túngstico, enxofre elementar e monoetanolamina com micro-ondas.

## Usos
O WS2 nanoestruturado tem aplicação como material de armazenamento de hidrogénio e lítio, como material para cátodos de baterias de lítio de estado-sólido; como componente de baterias e outros aparelhos eletroquímicos; como catalisador na hidrodessulfurização de crude e como lubrificante seco.
Está também a ser estudado pela ApNano para a produção de nanocompósitos de nanotubos de sulfureto de tungsténio para uso em, por exemplo, coletes balísticos. Pode ser usado para produzir placas de cerâmica que oferecem o dobro da proteção da massa de carboneto de boro equivalente. Em combinação com materiais elásticos, podem ser produzidos materiais flexíveis capazes de absorver impactos.